# Hallertau Blanc
Hallertau Blanc is een hopvariëteit, gebruikt voor het brouwen van bier. Deze hop is ontstaan uit een kruising tussen Cascade en een mannelijke Hüll-kweekvariant. Deze Duitse variëteit werd ontwikkeld in het Hopfenforschungszentrum te Hüll en in 2012 op de markt gebracht.
Deze hopvariëteit is een “aromahop”, bij het bierbrouwen voornamelijk gebruikt vanwege zijn aromatische eigenschappen.

## Kenmerken
- Alfazuur: 9-11%
- Bètazuur: 4-7%
- Eigenschappen: bloemig-fruitig aroma, mango, pompelmoes, kruisbes